# Ernest Dimnet
Ernest Dimnet (1866-1954) foi um padre, escritor e teólogo francês. Mudou-se para os Estados Unidos após a Primeira Guerra Mundial. Autor do livro " A Arte de Pensar" (The Art of Thinking), um livro muito popular durante os anos 30 e que esteve na lista dos maiores best sellers da época.